# Om Begrebet Ironi med stadigt Hensyn til Socrates
Om Begrebet Ironi med stadigt Hensyn til Socrates er Søren Kierkegaards afhandling fra 1841. Den var kulminationen på tre års intensivt studium af Sokrates fra Xenofons, Aristofanes' og Platons synsvinkel.
Afhandlingen er delt i tre:
- Første del omhandler ironi og specielt sokratisk ironi. Den består af tre kapitler, hvoraf det første omhandler kilderne til vurderingen af Sokrates' ironi, det andet omhandler skildringen af, hvorledes Sokrates' ironi kom til udtryk (i særdeleshed i retsprocessen imod ham). I et tillæg til første del skildrer Kierkegaard Hegels opfattelse af Sokrates.

- Anden del behandler begrebet ironi mere bredt og sætter dels Sokrates' betydning for ironiens stilling ind i en historisk sammenhæng omhandler dels ironien som fænomen.

- Tredje del sætter Sokrates ind i en tidsmæssig sammenhæng.

## Bogens afsnit

### Indledning
I den forholdsvis korte indledning slår Kierkegaard tre ting fast:
1. at begrebet ironi begynder med Socrates[1],
2. at i forholdet mellem historie og filosofi er historien det grundlæggende, men ureflekterede, mens filosofien er det reflekterende, der til sidst fortrænger historien som den egentlige sandhed[2],
3. at ironi er et negativt begreb, og at Socrates som følge af sin brug af begrebet er omtrent så let at skildre som at "afbilde en Nisse med den Hat, der gjør ham usynlig".[3]